# Epidendrum sertorum
Epidendrum sertorum là một loài thực vật có hoa trong họ Lan. Loài này được Garay & Dunst. mô tả khoa học đầu tiên năm 1972.